# Полска народна република
По́лска наро́дна репу́блика (на полски: Polska Rzeczpospolita Ludowa) е официалното наименование на Полша в периода от 1952 г. до 1989 г.
В предходния период (1947 – 1952) държавата се е наричала като субект на международното право под името Полска република.
Конституцията на ПНР е приета на 22 юли 1952 г. (преди нея има временна конституция от 1947 г.), съществени поправки в нея са внесени през 1976 г. Колективен ръководен орган е Държавният съвет (до 1989 г.), а после едноличен е президентът на държавата.
Водеща роля в страната има комунистическата Полска обединена работническа партия (ПОРП). Други партии през този период са Обединената селска партия и Демократическата партия, които влизат в оглавявана от ПОРП коалиция (от 1952 г. под името Народен фронт, от 1956 г. – Фронт за национално единство, от 1983 г. – Патриотично движение за национално възраждане).
През периода 1965 – 1980 г. в страната има парламентарна опозиция в лицето на Асоциация „Знак“.
Полската народна република е първата социалистическа страна, в която са създадени институциите конституционен съд (1986) и омбудсман (1988).

## История
По времето, когато Червената армия пресича Западен Буг, в СССР се намира делегация на Крайовската Рада Народова, която има правомощията на Полската работническа партия и близки до нея идеологически партии. На 21 юли 1944 г. в Москва е създаден Полският комитет за национално освобождение (ПКНО) от представители на левите партии под ръководството на Полската работническа партия. ПКНО поема функциите на временното правителство на Полша. Този орган е подчинен на полската армия, службите за сигурност и гражданската полиция. На 31 декември 1944 г. е приет указ за трансформирането на ПКНО във Временно правителство на Полската република. На 4 януари 1945 г. Съветският съюз признава Временното национално правителство на Полската република. Рузвелт не харесва невъзможността да преговаря с полското правителство в изгнание толкова много и на конференцията в Ялта той предоставя на СССР пълното право да потиска всяка въоръжена съпротива срещу Червената армия.
Съюзниците на СССР, осъзнавайки, че няма да е възможно да настояват за предаване на властта в Полша на правителството в Лондон, на конференцията в Ялта се съгласяват на компромис, според който правителството се формира на базата на временното правителство на Полската република „с включване на демократични фигури от самата Полша и поляци от чужбина“, което трябва да проведе свободни избори. Въпреки това „временното правителство на националното единство“, сформирано през юни 1945 г. и признато от съюзниците, е де факто под контрола на комунистите, а изборите, проведени от него през януари 1947 г., легитимират режима, установен в Полша, който се ръководи от Полската обединена работническа партия под ръководството на Болеслав Берут. В Лондон полското правителство в изгнание продължава да съществува до 1990 г.
През август 1945 г. на Потсдамската конференция е постигнато споразумение южната част на Източна Прусия и територията на Германия на изток от реките Одер и Найсе (Померания, Долна Силезия и част от Бранденбург) да бъдат прехвърлени на Полша. Германското население е изгонено от тези територии в Германия, като това често е съпроводено с насилие и грабежи.
На 6 юли 1945 г. е сключено споразумение между Временното правителство на националното единство и правителството на СССР за обмен на население между Полша и СССР: лица от полска и еврейска националност, които са били граждани на предвоенна Полша и живеещи в СССР, получават правото да пътуват до Полша, а лицата от руска, украинска, беларуска, рутенска и литовска националности, живеещи на територията на Полша, трябва да се преместят в СССР. Към 31 октомври 1946 г. около 518 хиляди души се преселват от Полша в СССР, а около 1090 хиляди души от СССР в Полша.
На 16 август 1945 г. в Москва е подписано споразумение между СССР и Полша за съветско-полската граница, според което редица територии (по-специално района на Бялисток) са прехвърлени от СССР на Полша. През 1951 г. се извършва размяна на части от територии между Полша и СССР, като населението на прехвърлените територии преди това е разселено дълбоко в съответните държави.
На 7 декември 1970 г. във Варшава канцлерът Вили Бранд и министър-председателят Юзеф Циранкевич подписват споразумение между ФРГ и Полската народна република за признаване на съществуващата граница по Одер-Нейсе. Договорът е ратифициран от германския Бундестаг на 17 май 1972 г.
На 1 юли 1980 г. правителството, принудено от необходимостта да плаща дългове, въвежда цялостен режим на спестяване и търговски цени за месо. Резултатът е вълна от стачки, които на практика парализират балтийското крайбрежие до края на август и за първи път затваря въглищните мини в Силезия. Правителството е принудено да направи отстъпки на стачкуващите. На 31 август 1980 г. работниците от корабостроителницата Ленин в Гданск, водени от електротехника Лех Валенса, подписват августовските споразумения с правителството; подобни споразумения са подписани в Шчечин и Силезия. Основните условия на тези споразумения са гарантирането на правата на работниците да създават независими профсъюзи и да стачкуват. След това възниква и набира голямо влияние националното движение „Солидарност“, ръководено от Валенса. По време на посещението си в Москва на 31 октомври 1980 г. СССР се съгласява да предостави на Полша заем от 150 милиона долара за частично погасяване на огромните си дългове към Запада в размер на 500 милиона долара.
През 1982 г. са извършени някои реформи – възстановени са Държавният трибунал, Върховната контролна камара, длъжностите на губернатори, създадени са Конституционен съд и длъжността на омбудсмана, създадено е Патриотичното движение за национално възраждане вместо фронта за народно единство, а през 1983 г. военното положение е отменено. Властта остава в ръцете на най-близкото обкръжение на генерал Ярузелски, което неофициално се нарича „Директория“.
Политиката на перестройката, провеждана от Горбачов, отслабва влиянието на СССР върху Полша, което довежда до промени в страната. През 1988 г. „Солидарност“ успява да инициира национална стачка и да принуди Войчех Ярузелски да седне на масата за преговори. През септември 1988 г. представители на правителството провеждат първите срещи с Лех Валенса, на които се постига споразумение за свикване на „кръгла маса“ между правителството и опозицията. Кръглата маса започва своята работа на 6 февруари 1989 г. На 4 април тя завършва с подписването на споразумение, чиито основни точки са провеждане на свободни избори, въвеждане на длъжността президент и горна камара на парламента (Сенат). На изборите, проведени на 4 юни, „Солидарност“ печели 99% от местата в Сената и 35% от местата в Сейма, след което сформира правителство, оглавено от министър-председателя Тадеуш Мазовецки и вицепремиера и министър на финансите Лешек Балцерович, който поставя началото на радикални пазарни и демократични реформи, либерализация на цените и приватизация на държавната собственост. Ярузелски става и президент на страната.
На 29 декември 1989 г., чрез промяна на конституцията на ПНР, на страната е върнато историческото име „Rzeczpospolita Polska“ (Полска република).
На президентските избори през 1990 г. Валенса (след впечатляваща победа) е избран за президент на Полша.